# Olympische Winterspiele 1976/Skilanglauf – 4 × 5 km (Frauen)
Die 4 × 5-km-Skilanglaufstaffel der Frauen bei den Olympischen Winterspielen 1976 fand am 12. Februar 1976 in Seefeld in Tirol statt. Olympiasieger wurde die sowjetische Staffel mit Nina Baldytschewa, Sinaida Amossowa, Raissa Smetanina und Galina Kulakowa. Die Silbermedaille ging an die Staffel aus Finnland, Bronze an die DDR.

## Daten
- Datum: 12. Februar 1976, 9:00 Uhr
- Höhenunterschied: 53 m
- Maximalanstieg: 40 m
- Totalanstieg: 234 m
- 36 Teilnehmerinnen aus 9 Ländern genannt, alle 42 in der Wertung

## Ergebnisse
| Platz | # | Land / Sportlerinnen                                                            | Zeit (min)                                                       |
| ----- | - | ------------------------------------------------------------------------------- | ---------------------------------------------------------------- |
| 1     | 1 | Sowjetunion Nina Baldytschewa Sinaida Amossowa Raissa Smetanina Galina Kulakowa | 1:07:49,75 h 17:31,01 min 17:02,81 min 16:26,32 min 16:49,61 min |
| 2     | 4 | Finnland Liisa Suihkonen Marjatta Kajosmaa Hilkka Riihivuori Helena Takalo      | 1:08:36,57 h 17:29,02 min 17:22,06 min 17:08,98 min 16:36,51 min |
| 3     | 2 | DDR Monika Debertshäuser Sigrun Krause Barbara Petzold Veronika Hesse           | 1:09:57,95 h 18:02,73 min 17:46,43 min 17:01,71 min 17:07,08 min |
| 4     | 5 | Schweden Lena Carlzon Görel Partapuoli Marie Johansson Eva Olsson               | 1:10:14,68 h 17:27,25 min 17:32,41 min 17:53,05 min 17:21,97 min |
| 5     | 6 | Norwegen Berit Kvello Marit Myrmæl Berit Johannessen Grete Kummen               | 1:11:09,08 h 18:20,16 min 18:02,14 min 17:33,56 min 17:13,22 min |
| 6     | 3 | Tschechoslowakei Anna Pasiarová Gabriela Sekajová Alena Bartošová Blanka Paulů  | 1:11:27,83 h 18:13,77 min 17:34,71 min 17:56,91 min 17:42,44 min |
| 7     | 9 | Kanada Shirley Firth Joan Groothuysen Susan Holloway Sharon Firth               | 1:14:02,72 h 18:14,69 min 18:42,83 min 18:38,29 min 18:26,91 min |
| 8     | 7 | Polen Anna Pawlusiak Anna Gębala-Duraj Maria Trebunia Władysława Majerczyk      | 1:14:13,40 h 18:44,10 min 18:25,38 min 18:53,49 min 18:10,43 min |
| 9     | 8 | Vereinigte Staaten Martha Rockwell Jana Hlavaty Terry Porter Twila Hinkle       | 1:17:58,18 h 18:44,86 min 19:06,32 min 19:28,91 min 20:38,09 min |